# Per Albin Hansson
Pour les articles homonymes, voir Hansson.
Per Albin Hansson, né le 28 octobre 1885 à Malmö, et mort le 6 octobre 1946 à Stockholm, est un homme politique suédois. Il est le chef du Parti social-démocrate suédois des travailleurs, et le premier ministre de quatre gouvernements suédois différents entre 1932 et 1946, en incluant le gouvernement de coalition formé durant la Seconde Guerre mondiale.

## Biographie
Au début de la guerre, craignant une invasion allemande, et sous la pression du roi Gustave V qui met son trône en jeu, Hansson accède à la demande de Hitler de faire transiter ses troupes reliant la Norvège et la Finlande, alors déjà envahies et occupées, par les chemins de fer suédois.
Sur le plan politique, Hansson milite pour l'introduction d'un État-providence, qu'il appelle Folkhemmet (littéralement : la maison du peuple).

### Jeunesse et carrière politique
Per Albin Hansson est né à Kulladal, fils de Carl Hansson, maçon, et de Kjersti Persdotter, domestique. Sa maison se compose de deux petites pièces et d'une petite cuisine. Le loyer était de cinq couronnes par mois. La maison natale est aujourd'hui un musée et la rue qui passe devant la maison, au sud du grand magasin Mobilia de Malmö, s'appelle Per Albin Hanssons väg. Per Albin avait trois frères, l'aîné Johan Hansson, Sigfrid Hansson qui avait un an de plus et le cadet Nils Edvin Hansson. Il entre à l'école de Stattena et est un bon élève. Après avoir suivi quatre années d'école primaire, il a travaillé dès l'âge de douze ans comme garçon de courses, puis comme messager à la Pan Cooperative Association.
À la maison, il s'appelait Per, mais lorsqu'il a été confirmé à l'église Saint-Paul de Malmö, il s'est avéré qu'un autre confirmand s'appelait Per Hansson. Le commissaire de la ville, M. Olsson, a voulu faire la distinction entre les deux garçons et a demandé si l'un d'entre eux avait un autre nom. - « J'ai été baptisé Per Albin », a répondu Per Albin Hansson. « Alors tu t'appelles Per Albin », a répondu le prêtre. Le double nom a ensuite été transmis par leurs camarades de classe et leurs amis.
Hansson rejoint l'organisation de tempérance Verdandi vers 1901. Bien qu'il n'ait été actif dans l'association que pendant une courte période, il était toujours un militant de la tempérance lorsque, dix ans plus tard, il a voté, contre Hjalmar Branting, en faveur d'une interdiction totale de l'alcool dans le programme du parti. En 1902, il a rejoint la Ligue de la jeunesse socialiste à Malmö et, au printemps 1903, la Ligue de la jeunesse sociale-démocrate nouvellement fondée. En 1904, Hansson devient employé de bureau chez Arbetet, puis, en 1905, il devient le premier fonctionnaire de la Ligue de la jeunesse et rédacteur en chef du journal Fram, basé à Malmö. Il a donc 20 ans lorsqu'il obtient son premier emploi dans le « mouvement », au service duquel il restera toute sa vie. Parallèlement à son emploi, il est membre du comité central de la Ligue de la jeunesse de 1903 à 1902 et président de 1908 à 1909. Per Albin Hansson perd le congrès suivant de la Ligue au profit de Zeth Höglund, qui devient le nouveau président de la Ligue. En 1910, Hansson est employé par le journal du parti, Social-Demokraten, à Stockholm. Malgré cette défaite, il reste non seulement membre du comité directeur du parti, qu'il a rejoint en 1908 en tant que président de la Ligue de la jeunesse, mais devient également membre du comité exécutif du parti en 1911. Il est également rédacteur en chef du Social-Demokraten de 1917 à 1923.
Hansson a contribué à forcer la gauche du parti, plus révolutionnaire, dirigée par Zeth Höglund, à quitter le parti social-démocrate en 1917. En 1917, Per Albin Hansson a prononcé un discours sur l'importance de mettre en œuvre une réforme du droit de vote devant un large public à Stockholm. La situation est critique et la Suède est au bord de la guerre civile car le gouvernement en place refuse d'accéder aux demandes de suffrage universel et égalitaire. Le leader de droite Lindman a répondu : « Obtenir le droit de vote n'est pas un droit pour l'un ou pour l'autre. Le seul facteur décisif à cet égard est l'intérêt de l'État ».
Lors des élections législatives partielles de 1917, Hansson, alors âgé de 32 ans, devient député et les sociaux-démocrates entrent pour la première fois dans un gouvernement dirigé par le libéral Nils Edén. Cela n'empêche pas Per Albin de continuer à critiquer le gouvernement pour son manque de radicalité. Il demande notamment l'instauration d'une république comme forme de gouvernement. Les sociaux-démocrates veulent faire passer des réformes sur la journée de travail de 8 heures et des conditions de travail plus sûres. Edén n'a pas pu s'y résoudre et la crise gouvernementale a éclaté. C'est en grande partie l'action de Per Albin Hansson qui est à l'origine de la crise gouvernementale, car il a refusé de négocier alors que Hjalmar Branting le lui demandait.
Au grand dam de la droite et de Gustaf V, Per Albin Hansson, qui s'était distingué comme antimilitariste dans les années 1910, est nommé ministre de la Défense dans le premier gouvernement de Hjalmar Branting, le premier gouvernement entièrement social-démocrate, en 1920. Il quitte alors son poste de rédacteur en chef du journal Social-demokraten. Au cours des trois ministères de Branting entre 1920 et 1926, il met en œuvre le désarmement afin de libérer les ressources de l'État pour les réformes sociales. Dans les années 1920, Per Albin Hansson est également impliqué dans une affaire d'abus. À la mort de Branting en 1925, son successeur évident Fredrik Thorsson est gravement malade, et Hansson est nommé président par l'exécutif du parti. Cependant, la position de Hansson est controversée et Rickard Sandler est nommé Premier ministre. Ce n'est qu'en 1927 que Hansson est élu président du groupe parlementaire et, le 8 juin 1928, il est élu président du parti lors du congrès.

### Chef de parti et Premier ministre
Une fois que les sociaux-démocrates ont remporté la longue bataille pour le suffrage universel, le parti s'essouffle et, en 1928, la première élection de Hansson à la tête du parti se solde par un échec cuisant. Le programme du parti, qui avait été révisé en 1920 dans un sens plus marxiste, n'attire pas les électeurs. Avec le concept de « maison du peuple », Per Albin gagne en popularité auprès des électeurs. Après les élections de 1932, il est chargé de former un gouvernement purement social-démocrate sans majorité propre. C'est le début du long règne des sociaux-démocrates, qui durera 44 ans, avec une brève interruption à l'été 1936.
Il se forge une base parlementaire plus solide en concluant un accord de crise, connu sous le nom d'« accord sur les vaches », avec la Ligue des paysans en 1933, en acceptant une politique agricole corporative assortie d'une protection tarifaire pour les produits agricoles. Cependant, au début de l'été 1936, trois mois avant les élections, Hansson choisit de passer officiellement dans l'opposition parce que la majorité de centre-droit au Riksdag avait exigé un réarmement militaire trop important.
Les qualités d'homme d'État de Hansson ont été mises à rude épreuve pendant la Seconde Guerre mondiale, dont le déclenchement a ramené la paix civile dans la politique suédoise. Après le déclenchement de la guerre, et dans l'ombre de l'attaque de l'Union soviétique contre la Finlande, Hansson a formé un gouvernement de coalition en décembre 1939, comprenant des représentants des conservateurs, de la Ligue des paysans et du Parti du peuple. Cette politique vise à éviter que la Suède ne devienne un théâtre de guerre. Pendant la guerre, Hansson apparaît comme une figure unificatrice pour la Suède. Lors des élections de 1940, les sociaux-démocrates obtiennent 53,8 % des voix pour la deuxième chambre, un record. À titre de comparaison, depuis lors, les sociaux-démocrates n'ont dépassé les 50 % qu'une seule fois, lors des dernières élections de Tage Erlander en 1968.
Hansson a dissous le gouvernement de coalition après la fin de la Seconde Guerre mondiale en Europe en 1945 et l'a remplacé par un gouvernement purement social-démocrate.

### Décès
Le samedi 5 octobre 1946, quatre représentants du gouvernement social-démocrate norvégien, dirigé par le Premier ministre Einar Gerhardsen, ont rendu visite à leurs homologues suédois à Stockholm. Les entretiens, qui portaient sur la reconstruction de la Norvège après la guerre, ont été interrompus à 18 heures lorsque les membres du gouvernement suédois se sont rendus au château de Drottningholm pour un concert extraordinaire avec le roi Gustave V. Après le concert, les membres du gouvernement sont retournés à Stockholm pour un dîner à l'Operakällaren avec les invités norvégiens. Le ministre des Finances, Ernst Wigforss, a voyagé dans la même voiture que Hansson depuis Drottningholm. Pendant le court trajet, Hansson s'est plaint de douleurs au bras gauche, qu'il pouvait à peine soulever. Malgré la douleur, Hansson est de bonne humeur pendant le dîner. Après le café, Hansson joue au bridge avec ses invités norvégiens dans une petite salle de l'Operakällaren, appelée Kajutan. Hansson quitte Operakällaren juste après minuit et, comme d'habitude, prend le 12e tramway pour rentrer chez lui, dans sa maison mitoyenne d'Ålsten. Lorsqu'il descendit du tramway à l'arrêt Ålstensgatan, il s'écroula, victime d'une crise cardiaque. On pense qu'il est mort immédiatement. Des témoins de l'incident ont appelé la police radio et une ambulance, mais le temps qu'il arrive à l'hôpital St Göran, il était mort. Hansson est enterré le 13 octobre 1946 au Norra begravningsplatsen de Stockholm.

## Vie privée
Per Albin Hansson a été marié de 1906 à 1918 et à partir de 1926 à Sigrid Vestdahl (1886-1973), professeur d'artisanat, qui est la mère de ses enfants Anna Lisa Berkling (1908-1987) et Per Gunnar Vestdahl (1914-1924). Par cette fille, il est également le grand-père de l'auteur de livres pour enfants Ansi Jackson.
Entre-temps, il a été marié (civilement) de 1918 à 1926 à Elisabeth Fryckberg (1889-1969 ; précédemment mariée à Einar Norlén), qui est la mère de ses enfants Elsa Brita Marcussen (1919-2006) et Karin Oscarsson (1921-2016).
Après 1933, la famille Hansson vit à Ålstensgatan 40 à Bromma, dans l'une des maisons mitoyennes qui s'appelleront plus tard Per-Albinhusen. Le choix de la résidence de Per Albin Hansson est devenu un symbole : un premier ministre vivait dans une maison mitoyenne ordinaire, sans domestiques. Cependant, sa maison était légèrement plus grande que celle de ses voisins. L'architecte était Paul Hedqvist et les maisons ont été construites par le bon ami de Hansson, le maître d'œuvre Olle Engkvist. Elles portent le label bleu du musée de la ville de Stockholm, ce qui signifie que « les bâtiments sont considérés comme ayant une valeur historico-culturelle particulièrement élevée ».
Le fait que Per Albin Hansson ait eu deux familles, puisqu'il a divorcé et s'est remarié, était très tabou à l'époque. Les médias, qui connaissaient ses relations familiales privées, n'ont pas écrit à ce sujet, mais les ont traitées comme un « secret public ».